# S-CRY-ed
s-CRY-ed (スクライド, Sukuraido) est une série d’anime japonaise de 26 épisodes produite par le studio Sunrise et sortie en 2001.

## Synopsis
Il y a 22 ans, un mystérieux phénomène sismique frappa violemment le district de Yokohama dans la Préfecture de Kanagawa, le séparant définitivement du reste du Japon. Des années plus tard, dans ce monde perdu, une partie des nouveau-nés commencèrent à développer des pouvoirs extraordinaires propres à leurs possesseurs. Yokohama devint une région chaotique à cause de ces humains mutés, connus sous le nom d'Alters. Maintenant, l'ancienne métropole continue de se reconstruire et les Alters se sont séparés en deux camps :- Ceux qui ont rejoint Holy, une organisation qui espère instaurer l'ordre et la morale.- Ceux qui vivent à l'extérieur et qui souhaitent diriger et écraser les humains.

## Doublage
- Ryûho : Hikaru Midorikawa
- Kazuma : Sōichiro Hoshi
- Straight Cougar : Kyōsei Tsukui
- Sherrice Adjani : Masayo Kurata
- Kunihiko : Takumi Yamazaki
- Kanami Yuta : Yukari Tamura
- Mimori Kiryuu : Yuko Nagashima

## Liste des personnages

### Personnages principaux
- Kazuma (カズマ, Kazuma?, 19 ans) est un jeune utilisateur d'Alter, qui aime les combats de rue. Son pouvoir lui permet de transformer son bras droit en arme de combat avec trois ailerons rouges à l'épaule. Il est devenu criminel de première classe et est recherché par HOLY, une organisation qui capture tous les utilisateurs d'Alters rebelles. Durant son combat avec l'utilisateur d'Alter de la foudre, le spectre de l'Autre Monde, et a acquis un nouveau pouvoir, le Shell Bullet.

- Ryûho (劉鳳, Ryūhō?, 19 ans) est membre de HOLY, considéré comme le plus fort. Son pouvoir lui permet de manipuler un robot, surnommé "Zetsuei". Il y a 7 ans, sa mère a été assassinée par un utilisateur d'Alter qui contrôle la foudre, possède la main droite noire et la main gauche blanche. C'est la raison pour laquelle il hait tous les Inners. Mais sa rencontre avec Kazuma, puis avec Kanami et les habitants défavorisés de la Terre Perdue vont le ramener dans le droit chemin pour combattre HOLY et le Continent contre les injustices envers ces derniers, mais également aux utilisateurs d'Alter.

### Personnages secondaires
- Mimori Kiryu (桐生水守, Kiryū Mimori?, 19 ans) est l'amie d'enfance de Ryûho et est tombée amoureuse de lui. Elle est une nouvelle recrue de HOLY, puis a été licenciée après avoir appris les secrets derrière les enlèvements d'utilisateurs d'Alter que lui a révélée Martin Jigmar. Cette dernière est devenue une cible très importante tout comme Kazuma et Ryûho pour leurs pouvoirs d'Alter.

- Kanami Yuta (由詫かなみ, Yuta Kanami?, 12 ans) vit avec Kazuma à l'extérieur de la citadelle et travaille dans les champs et dans les chantiers. Elle joue deux rôles dans l'histoire : le rôle de la narratrice et celui du personnage. Kanami possède un Alter enfoui en elle, permettant de lire dans les pensées et de ressentir les sentiments de ceux qui lui sont proches.

- Kimishima Kunihiko (君島邦彦, Kimishima Kunihiko?, 19 ans) est le meilleur ami de Kazuma. Il lui donne des missions assez périlleuses pour gagner de l'argent. Dans l'épisode 12, il a été blessé par les soldats de HOLD et retrouve la mort sur le dos de son meilleur ami.

### Membres de HOLY
HOLY est une organisation, qui maintient l'ordre sur l'île, appelé la "Terre Perdue" et capture tous les utilisateurs d'Alter qui tentent de se rebeller, pour les obliger à devenir les leurs ou les emmener vers le Continent afin d'effectuer des expériences humaines.
- Straight Cougar (ストレイト・クーガー, Sutoreito Kūgā?, 26 ans) a la capacité de changer la forme de sa voiture, qui peut accélérer plus de 200 km/h. Son pouvoir s'appelle Radical Good Speed. Il écorche souvent les prénoms des gens et a la manie d'être bavard et de calculer le temps exact de son parcours. Straight connaît Kazuma depuis qu'il a 12 ans et l'aide à contrôler son Alter. Dans l'épisode 26, il ne lui reste plus beaucoup de temps à vivre et meurt en contemplant le ciel.

- Sherrice Adjani (シェリス・アジャーニ, Sherisu Ajāni?, 18 ans) est toujours au côté de Ryûho car elle lui doit la vie. Son pouvoir s'appelle Eternal Devote, permettant d'affaiblir l'opposant à une courte durée. Son utilisation consomme beaucoup d'énergie. Dans l'épisode 23, elle donne sa vie par amour pour faire revivre Ryûho.

- Georges Tatsunami n'a aucune pitié envers les femmes et les enfants, surtout aux Inners, et peut faire apparaître un pistolet géant. Son pouvoir s'appelle Big Magnum. Il a été battu par Kazuma et ne peut plus utiliser son Alter.

- Tachibana Asuka (橘あすか, Tachibana Asuka?, 18 ans) contrôle des sphères, qui permettent d'affecter l'esprit de ses adversaires, de manipuler les êtres vivants et de se transformer en sabre ou en bouclier. Son pouvoir s'appelle Eternity Eight. Ayant échoué à la capture de Kazuma, il ne fait plus partie de HOLY et contribue à la protection des habitants de l'extérieur de la citadelle.

- Urizane est un glouton qui adore manger les pastèques. Il déteste qu'on les touche ou qu'on les mange sans sa permission. Son pouvoir lui permet d'envoyer des projectiles de pastèque, de créer un bouclier de pastèque et de se téléporter.

- Elian est un excellent espion. Il observe chaque mouvement des membres et chaque déroulement de la mission, puis le rapporte à Martin Jigmar, chef de la division HOLY. C'est un être artificiel créé par Martin Jigmar, son père créateur.

- Unkei est un illusionniste professionnel. Sous les ordres de Martin Jigmar, il utilise son pouvoir, Mad Script, sur Kazuma pour qu'il rejoint HOLY. Ayant échoué à la tentative, Martin Jigmar lui accorde une dernière chance. Ryûho a perdu la mémoire à cause de son opposition contre Kazuma. L'illusionniste emploie une nouvelle fois sa technique d'illusion sur Ryûho pour qu'il retrouve la mémoire. Dans l'épisode 16, il a été battu par Ryûho et disparaît de ce monde.

- Emargy Maxwell est aussi connu sous le nom de "Crise Maxwell". Il a le phobie du vertige. Son pouvoir s'appelle Super Pinch Crusher. Il prend la forme d'un robot géant, qui est invulnérable aux attaques de l'ennemi, tant que l'état mental de son utilisateur restera intact. Il a été battu par Kazuma et se retrouve à l'état d'un enfant après être tombé de la falaise.

- Darth est le nom de code des utilisateurs d'Alter qui portent un masque. Ce sont des anciens Inners qui ont été capturés par HOLY et qui ont été ensuite transférés dans le Continent pour effectuer des expériences humaines. Kyôji Mujô leur a modifié leur Alter. Ils peuvent faire apparaître une main géante afin d'immobiliser l'ennemi. Cela s'avère très pratique pour les captures et les interrogatoires.

- Kigetsuki matérialise trois marionnettes dont leur aspect physique est celui d'une femme. Elles forment un trio, surnommé "les trois sœurs Tokonatsu". Leur véritable forme est celle d'un monstre immonde qui peut élever la chaleur à tel point que les roches fondent et se transforment en lave. Dans l'épisode 19, Mujô Kyôji se débarrasse de lui de n'avoir pas réussi à capturer Ryûho et Mimori.

- Martin Jigmar (マーティン・ジグマール, Mātin Jigumāru?) est le chef de la division HOLY. Son pouvoir combine le système de fixation par fusion, avec un système d'auto-activation. Les gens du Continent l'ont appelé "Alter Alias". Il peut contrôler la pression d'air, créer un mur d'air autour de son corps. Le mot "échec" ne fait pas partie de son vocabulaire. Il a été victime des expériences faites par les gens du Continent et meurt dans l'épisode 22, à la suite de son combat face à Ryûho.

### Inners
Les Inners sont des utilisateurs d'Alter qui se rebellent contre HOLY et qui se trouvent à l'extérieur de la citadelle où règnent la famine, la pauvreté et les crimes.
- Terada Ayase (寺田あやせ, Terada Ayase?, 19 ans) utilise ses cheveux pour changer tous les objets en eau. Elle a été capturée par les membres de HOLY et a été transférée en dehors de la Terre Perdue. Ayant subi de nombreuses expériences, elle est revenue pour chercher à tuer Kazuma sous les ordres de Kyôji Mujô pour sauver son petit frère. Son pouvoir s'appelle Noble Tempest, lui permettant de contrôler l'eau de l'océan. Dans l'épisode 17, elle est morte dans les bras de Kazuma, en raison des effets secondaires des expérimentations faites sur son corps et son Alter, et son corps finit par couler au fond de l'océan.

- Big a été battu par Kazuma lors de l'épisode 1. Il a été enlevé par les membres de HOLY et transféré vers le Continent, il a subi de nombreuses expériences. Son pouvoir s'appelle Hammer, lui permettant de faire apparaître un robot géant. Dans l'épisode 22, il s'est donné lui-même la mort après s'être libéré de l'emprise de Kyôji Mujô.

### Les gens du Continent
Le Continent utilise HOLY pour récupérer de nouveaux utilisateurs d'Alter natifs de la Terre Perdue et leur fait subir des expériences abominables pour modifier et renforcer leur Alter dans le but de former des combattants anti-Inners.
- Kyôji Mujô (無常矜持, Mujō Kyōji?) est l'antagoniste de l'histoire. Lui et Martin Jigmar se sont arrangés pour que HOLY capture les utilisateurs d'Alter rebelles et les exportent vers le Continent pour générer des combattants anti-Inners. Mais son véritable objectif est d'ouvrir le portail vers l'Autre Monde à travers la confrontation entre Kazuma et Ryûho pour obtenir le pouvoir du spectre résidant dans l'Autre Monde. Il veut également se servir de Mimori Kiryu comme moyen de pression pour dominer sur le Continent et la Terre Perdue. Son pouvoir est l'absorption, ce qui lui permet d'absorber la force vitale et la puissance d'Alter de ses victimes. Il a été vaincu, puis détruit par Kazuma.

## Liste des épisodes
1. Kazuma (カズマ, Kazuma?)
2. Ryûho (劉鳳, Ryūhō?)
3. HOLY (ホーリー, Hōrī?)
4. Big Magnum (ビッグ・マグナム, Biggu Magunamu?)
5. Mimori Kiryuu (桐生水守, Kiryū Mimori?)
6. Zetsuei (絶影, Zetsuei?)
7. Asuka Tachibana (橘あすか, Tachibana Asuka?)
8. Mad Script (The Worst Screenplay) (最悪の脚本 (マッド・スプリクト), Saiaku no Kyakuhon (Maddo Supurikuto)?)
9. Shell Bullet (シェル・ブリット, Sheru Buritto?)
10. Super Pinch (スーパー・ピンチ, Sūpā Pinchi?)
11. Alters (アルターズ, Arutāzu?)
12. Kunihiko Kimishima (君島邦彦, Kimishima Kunihiko?)
13. The Lost Ground (ロストグラウンド, Rosuto Guraundo?)
14. Kyôji Mujô (無常矜持, Mujō Kyōji?)
15. Stray Man (はぐれ者, Haguremono?)
16. Sou Kigetsuki (来夏月爽, Kigetsuki Sō?)
17. Ayase Terada (寺田あやせ, Terada Ayase?)
18. Straight Cougar (ストレイト・クーガー, Sutoreito Kūgā?)
19. The Three Tokonatsu Sisters (常夏３姉妹, Tokonatsu San Shimai?)
20. Kanami Yuta (由詫かなみ, Yuta Kanami?)
21. HOLY EYE (ホーリー・アイ, Hōrī Ai?)
22. Martin Jigmar (マーティン・ジグマール, Mātin Jigumāru?)
23. Sherrice Adjani (シェリス・アジャーニ, Sherisu Ajāni?)
24. Fist (拳, Kobushi?)
25. Native (ネイティブ, Neitibu?)
26. Dream (夢, Yume?)